# キッチナーの募兵ポスター

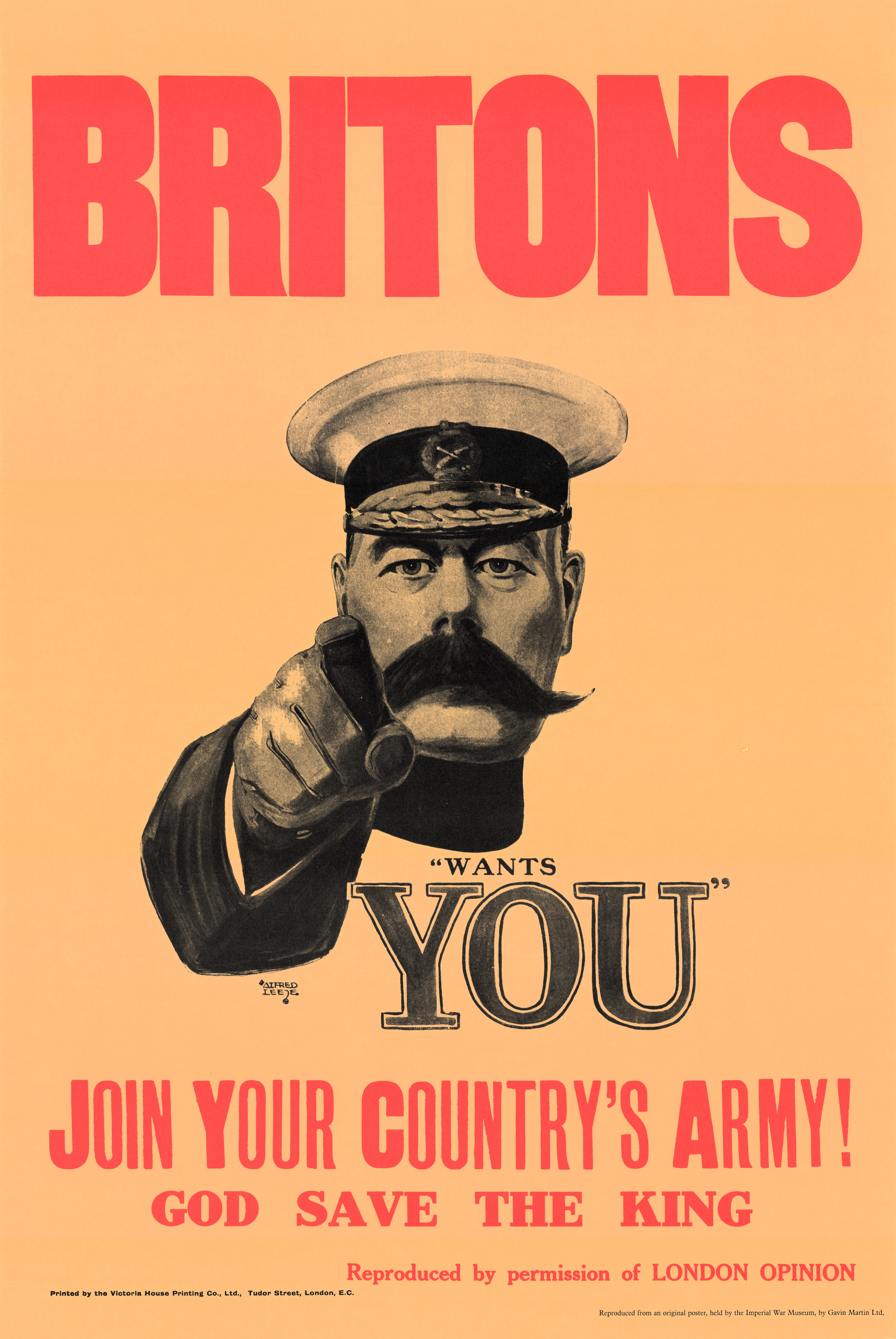
キッチナーの募兵ポスター。「ブリトンよ。キッチナー（陸軍大臣）はあなたを必要としている。あなたの国の軍に参加せよ!神よ国王を護り賜え」

キッチナーの募兵ポスター（英: Lord Kitchener Wants You）は、第一次世界大戦中にアルフレッド・リートによってデザインされたイギリス陸軍の募兵用ポスター。正面を向いた顔（陸軍大臣・ホレイショ・ハーバート・キッチナーのもの）と指差す格好および標語が書かれているというインパクトのあるデザインであり、アメリカ軍をはじめとして各国で模倣された。ただし、1914年から1918年の間にイギリスが作成した推定570万枚のポスターのうち、このイメージが用いられたのはわずかに1万枚に過ぎない。
なお、このポスターを用いた募兵キャンペーンにより1914年中だけで、約48万人が軍に志願し、キッチナー陸軍が作られた。

## 歴史
英国の政策は一世紀にわたって、イギリス軍の募集はあくまで志願制であった。第一次世界大戦が勃発するまでは、ナポレオン戦争以来、イギリスではそれほど募集ポスターが使用されていなかった。英国政府による契約業務の広告は陛下の文具局が担当したが、新聞社への政府料金の支払いを避けるため、この業務を出版社のR.F.ホワイト&サンズ社に引き継いだ。1913年後半に大戦が迫ろうとした時、広告契約の数は非常に拡大した。当時陸軍国務長官だったJ・E・B・シーリーは、ヘドリー・ル・バス、エリック・フィールド、および彼らの広告代理店に、イギリスの主要新聞に新兵募集の広告を掲載する契約を結んだ。エリック・フィールドは、ジョージ5世の紋章と「国王はあなたを必要としている。」というフレーズを記したプロトタイプの広告を提案した。イギリスは1914年8月4日にドイツ帝国に宣戦布告し、その翌日、この「ブリトンよ。キッチナー（陸軍大臣）はあなたを必要としている。あなたの国の軍に参加せよ!神よ国王を護り賜え」というフレーズをつけた広告がアルフレッド・ハームズワースの会社の新聞に初掲載された。

## 模倣例

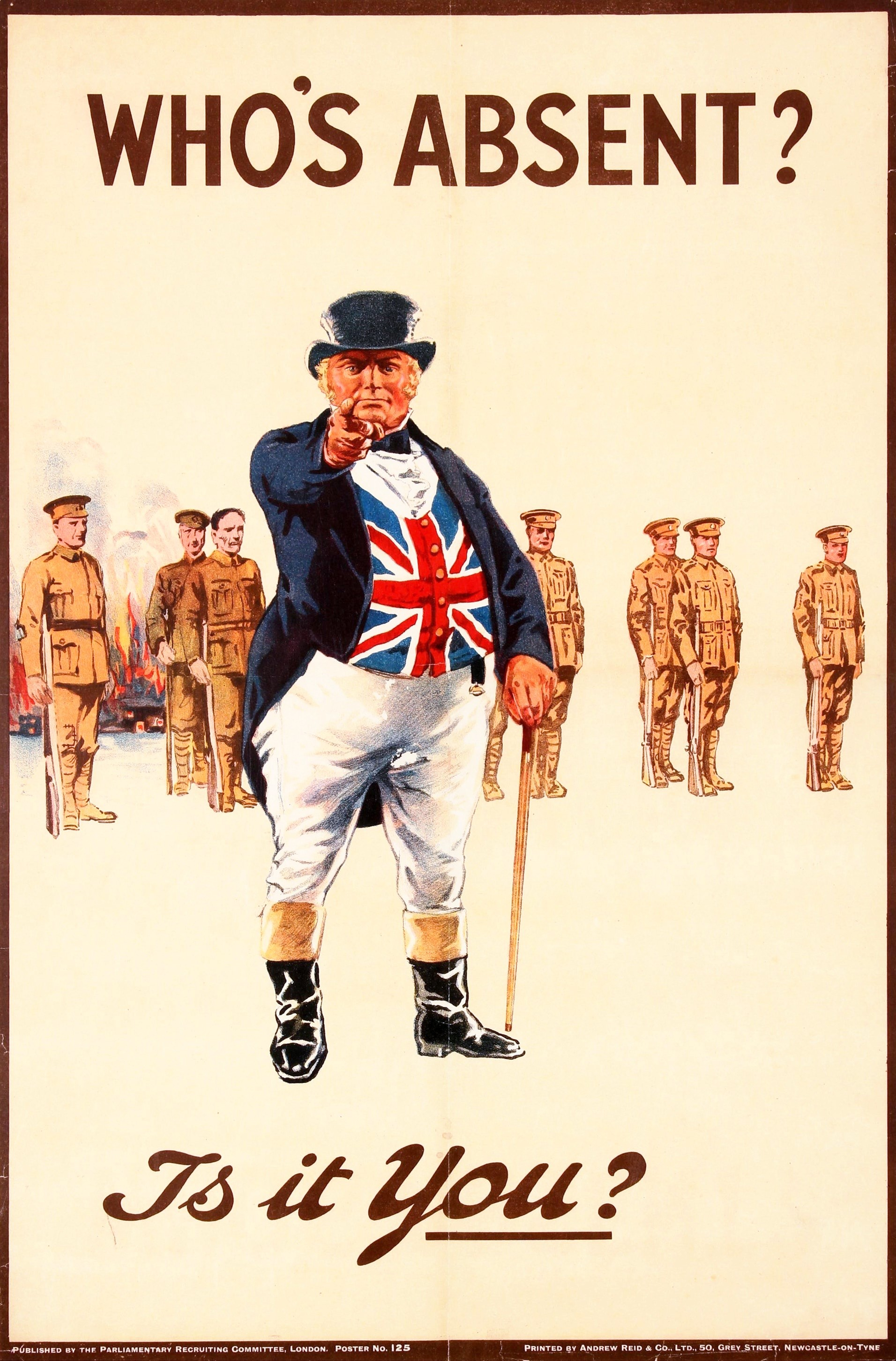
1915年、イギリス、ジョン・ブルを用いた募兵ポスター。「誰が不参加? それはきみか?」
1917年、アメリカ合衆国、ジェームズ・モンゴメリー・フラッグ作成。アンクル・サムを用いたアメリカ軍向け募兵ポスター。第一次世界大戦および第二次世界大戦で使用。「アメリカ陸軍にはあなたが必要だ。最寄の募兵事務所へ」
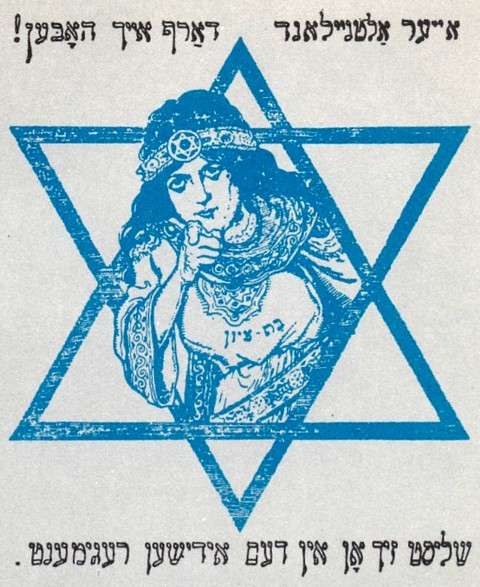
第一次世界大戦中、シオンの娘を用いたユダヤ人義勇部隊の募兵ポスター。「あなたの古く新しい国はあなたが必須! ユダヤ人義勇部隊へ参加せよ」
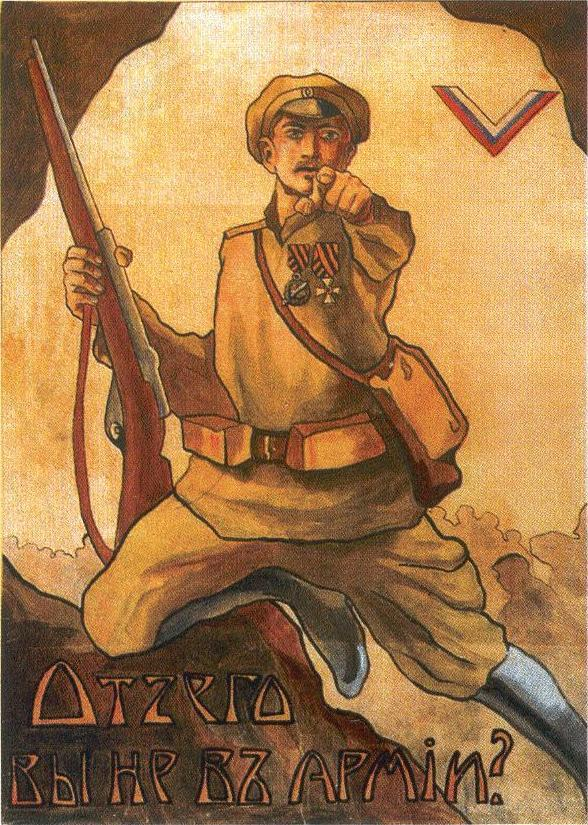
1919年、ロシアの白軍の募兵ポスター。「何故あなたは軍にいないのか?」
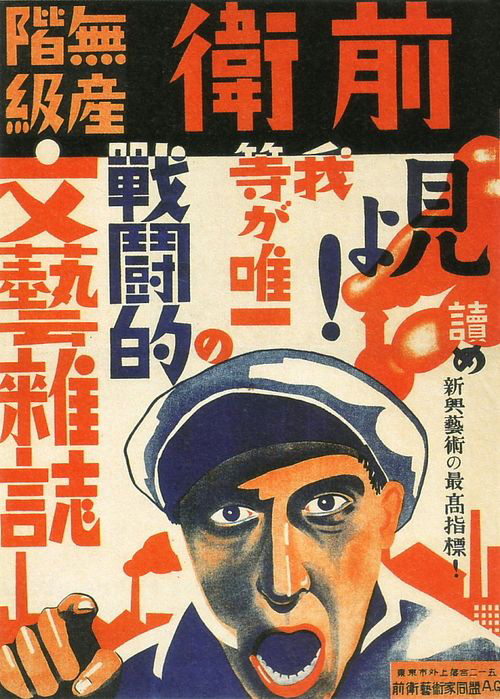
1931年の日本の雑誌『前衛』の宣伝ポスター
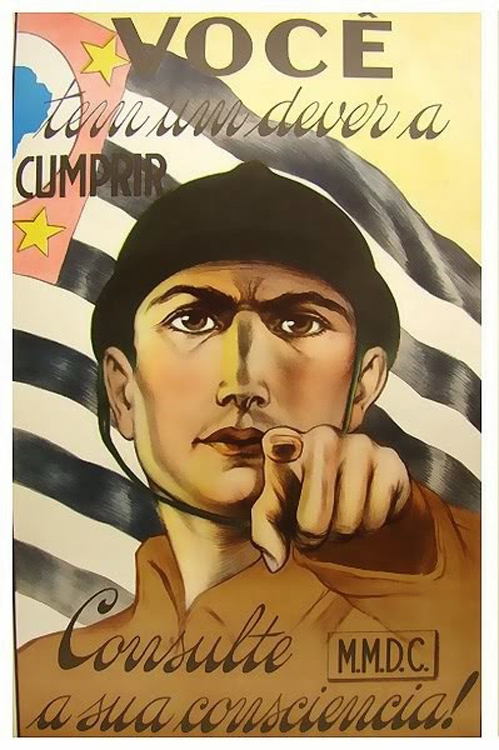
1932年、ブラジル、サンパウロ州の革命運動に用いられたもの。「あなたは完遂する義務がある。良心に問え」
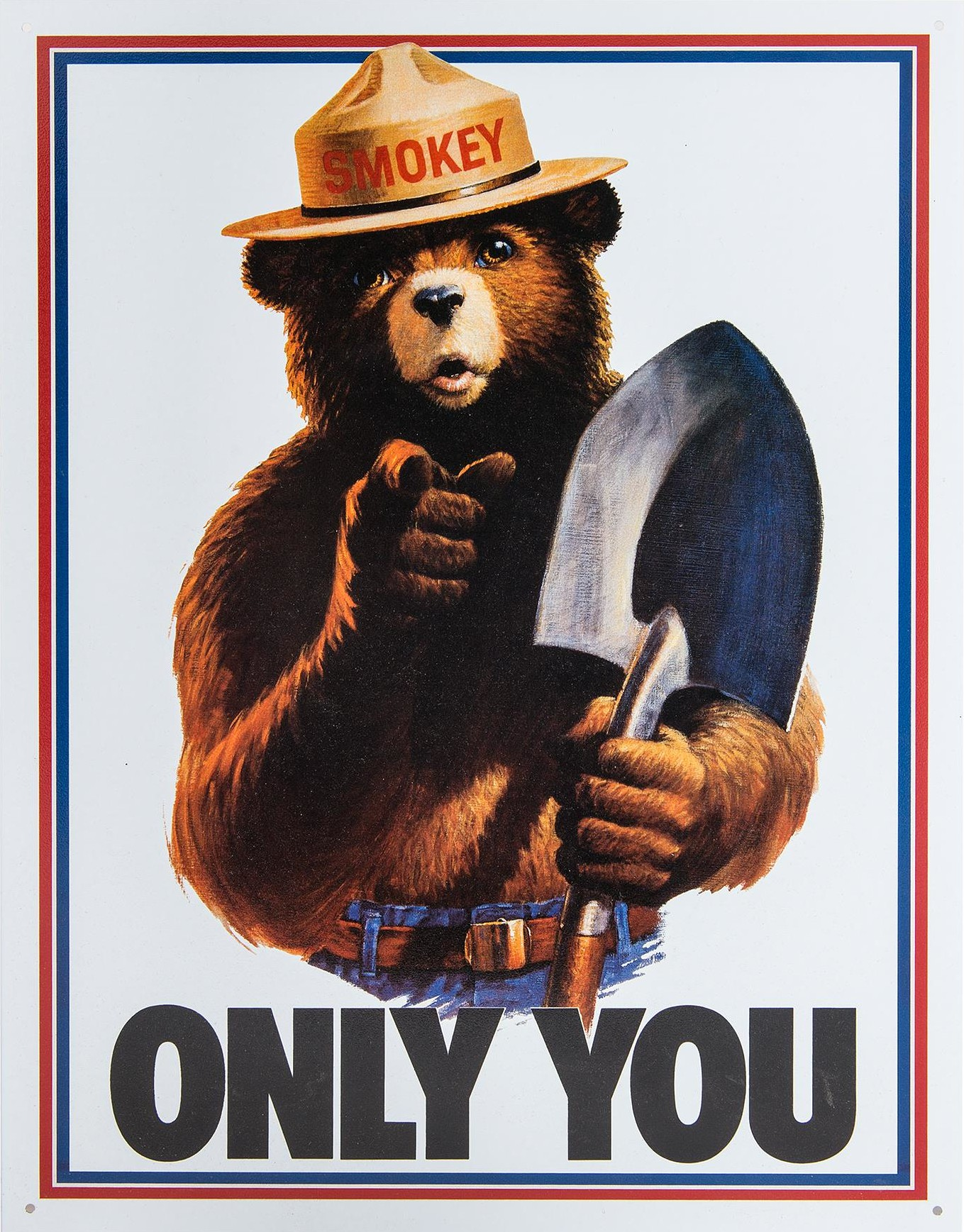
1985年、アメリカ合衆国、スモーキー・ベアを用いた山火事防止キャンペーン。「あなただけが、森林火災を防止できる」

## 関連文献
- 土田泰子「戦時ポスターとプロパガンダ」『現代社会文化研究』第36巻、新潟大学大学院現代社会文化研究科、2006年7月、1-18頁、CRID 1050001339233682432、hdl:10191/6347、ISSN 13458485。